# Jonkeria
Jonkeria è un genere estinto di terapsidi, appartenente ai dinocefali, vissuto nel Permiano medio (circa 255 milioni di anni fa). I suoi resti sono stati rinvenuti in Sudafrica.

## Descrizione
Questo enorme animale dalla corporatura tozza è uno dei terapsidi più grandi mai esistiti, lungo oltre quattro metri. Appartiene al grande gruppo dei dinocefali, che comprendeva forme carnivore, erbivore e onnivore. La jonkeria appartiene a quest'ultimo gruppo: ciò è confermato principalmente dalla dentatura, con lunghi canini e forti incisivi aguzzi ma anche denti posteriori molariformi e di forma più piccola e arrotondata. Il cranio allungato e basso è in strano contrasto con il corpo, grande e tozzo, sorretto da potenti arti, mentre la coda è corta. La specie più nota di jonkeria è Jonkeria truculenta, lunga in media 4,3 metri. La jonkeria è una stretta parente del Titanosuchus, di poco più piccolo e dal corpo più basso e allungato, vissuto negli stessi luoghi pressoché nello stesso periodo.